# Paseo de la Unión Europea
El Paseo de la Unión Europea (antes como Paseo Naciones Unidas) es una vía urbana troncal de sentido norte–sur en la ciudad de Managua, Nicaragua, considerada parte del nuevo centro financiero y comercial de la capital, con numerosos restaurantes, bancos y centros de negocios.

## Trazado
Comienza al norte en la intersección con la Pista Benjamín Zeledón, una de las principales rutas hacia el oeste de Managua. Continúa hacia el sur como continuación truncada del Paso a desnivel de Tiscapa, pasa junto a la Plaza España y el centro comercial Metrocentro Managua, cruza arterias como la Pista Miguel Obando y Bravo, la Pista Juan Pablo II y la Pista Suburbana España, antes de desembocar en la Carretera a Masaya (NIC-4).

## Barrios y zona
Recorre los barrios de Residencial Altamira y Residencial Los Robles, considerados parte del nuevo centro económico de Managua.

## Puntos de interés
- Metrocentro Managua, principal centro comercial y de ocio
- Plaza España, nodo de transporte urbano con paradas de autobús cercanas[1]
- Edificios corporativos y restaurantes en la zona empresarial emergente

## Confusión de nombre
Aunque algunas fuentes aún lo etiquetan como Carretera a Masaya, se trata de un tramo urbano distinto comprendido entre la Pista Benjamín Zeledón y la intersección con la Carretera a Masaya, generalmente reconocido como paseo o avenida.

## Transporte público
La zona está bien conectada con rutas de autobús urbano, incluyendo las líneas que paran junto a la Plaza España Norte y Este.